# Sófocles
Sófocles (em grego: Σοφοκλῆς, Sophoklês; 497 ou 496 a.C.- inverno de 406 ou 405 a.C ) foi um dramaturgo grego, um dos mais importantes escritores de tragédia ao lado de Ésquilo e Eurípedes, dentre aqueles cujo trabalho sobreviveu. Suas peças retratam personagens nobres e da realeza. Filho de um rico mercador, nasceu em Colono, perto de Atenas, na época do governo de Péricles, o apogeu da cultura helênica.
Suas primeiras peças foram escritas depois que as de Ésquilo e antes que as de Eurípedes. De acordo com a Suda, uma enciclopédia do século X, Sófocles escreveu 123 peças durante sua vida, mas apenas sete sobreviveram em uma forma completa. Por quase 50 anos, Sófocles foi o mais celebrado dos dramaturgos nos concursos dramáticos da cidade-estado de Atenas, que aconteciam durante as festas religiosas  Leneana e Dionísia. Sófocles competiu em cerca de 30 concursos, venceu 24 e, talvez, nunca ficou abaixo do segundo lugar; em comparação, Ésquilo venceu 14 concursos e foi derrotado por Sófocles várias vezes, enquanto Eurípides ganhou apenas quatro competições.
Também trabalhou como ator. Foi ordenado sacerdote de Asclépio, o deus da medicina, e eleito duas vezes para a Junta de Generais, que administrava os negócios civis e militares de Atenas. Dirigiu o departamento do Tesouro, que controlava os fundos da Confederação de Delos.
Em suas tragédias, mostra dois tipos de sofrimento: o que decorre do excesso de paixão e o que é consequência de um acontecimento acidental (destino). Reduziu a importância do coro no teatro grego, relegando-o ao papel de observador do drama que se desenrola à sua frente. Também aperfeiçoou a cenografia e aumentou o número de elementos do coro de 12 para 15, porém esse número pode variar de acordo com o poeta que define a tragédia. Sua concepção teatral foi inovadora e elevou o número de atores de dois para três.

## Vida

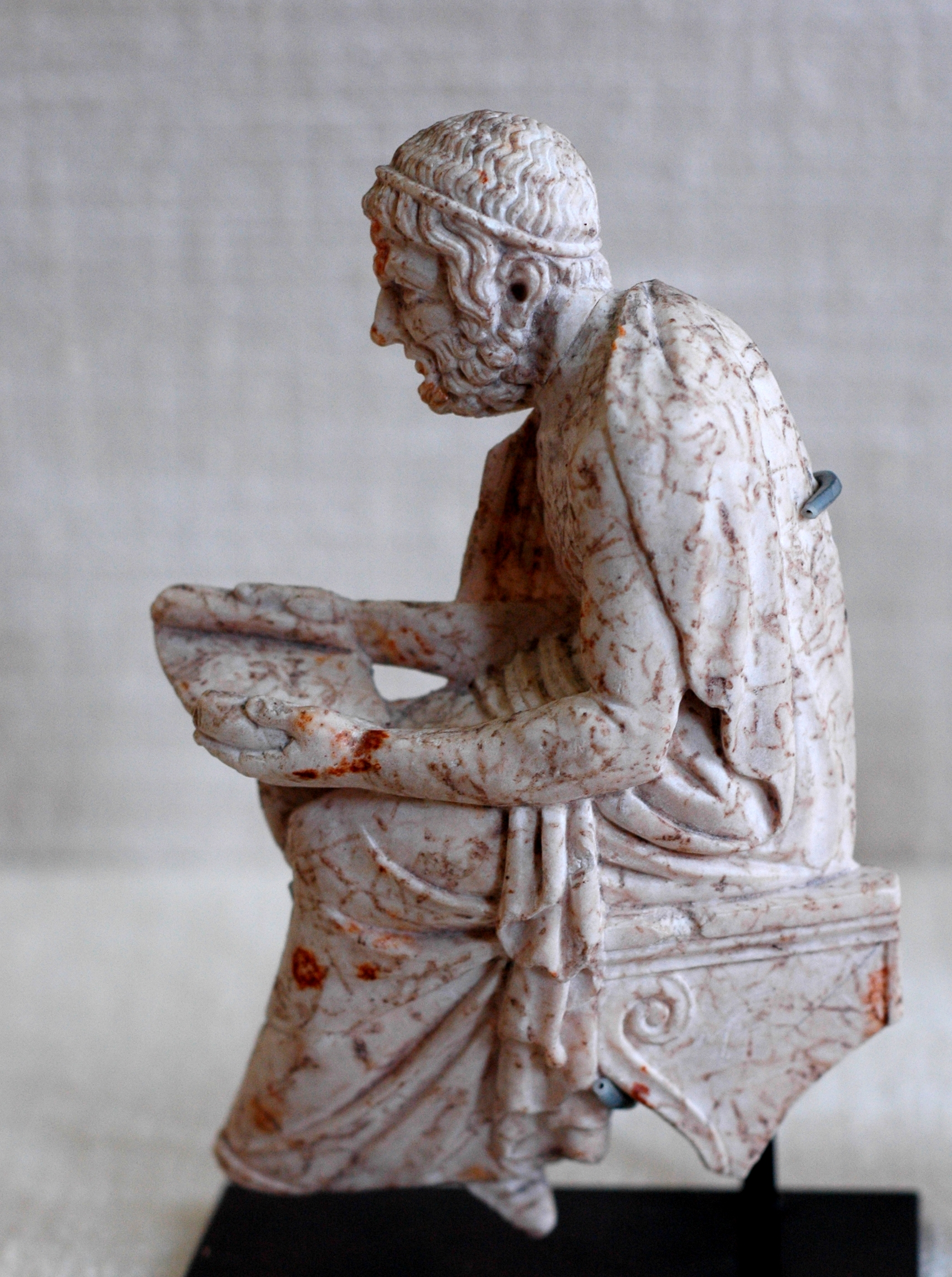
Uma escultura em mármore de um poeta, que pode ser Sófocles.

Sófocles, filho de Sófilos, era um rico membro do demo (pequena comunidade) rural da Colônia Hipius na Ática, que mais tarde se tornaria um cenário para suas peças, e provavelmente nasceu lá. Seu nascimento ocorreu alguns anos antes da Batalha de Maratona em 490 a.C.: o ano exato não é claro, embora 497 ou 496 seja talvez o mais provável. O primeiro triunfo artístico de Sófocles foi em 468 a.C., quando obteve o primeiro prêmio na competição de teatro Dionísia, vencendo o mestre então reinante do drama ateniense, Ésquilo. De acordo com Plutarco, a vitória veio em circunstâncias incomuns. Em vez de seguir o costume de escolher os juízes por sorteio, o arconte pediu a Címon e aos outros estrategos presentes para decidir o vencedor do concurso. Plutarco afirma ainda que Ésquilo partiu para a Sicília logo após sua derrota para Sófocles. Embora Plutarco diga que esta foi a primeira produção de Sófocles, considera-se atualmente que isso teria sido um embelezamento da verdade e que a sua primeira produção foi, provavelmente, em 470 a.C. Triptólemo foi provavelmente uma das peças que Sófocles apresentou neste festival.
Sófocles se tornou um homem de grande importância nos salões públicos de Atenas, bem como nos teatros. Foi escolhido para liderar o canto de triunfo, um canto coral a um deus, aos 16 anos, comemorando a vitória marítima decisiva dos gregos sobre os persas na Batalha de Salamina. Esta pequena informação existente sobre a vida cívica de Sófocles mostra que ele era um homem bem quisto que participava de atividades na sociedade e mostrava habilidade artística notável. Ele também foi eleito como um dos dez estrategos, altos funcionários executivos que comandavam as forças armadas, como um colega iniciante de Péricles. Sófocles nasceu extremamente rico (seu pai era um rico fabricante de armas) e recebeu excelente educação ao longo de sua vida inteira. No início de sua carreira, o político Címon pode ter sido um de seus patronos, embora se isso ocorreu, não houve nenhuma má vontade por parte de Péricles, rival de Címon, quando este foi condenado ao ostracismo em 461 a.C. Em 443 ou 442 a.C. serviu como um dos hellenotamiai (tesoureiros) de Atenas, ajudando a controlar as finanças da cidade, durante a ascensão política de Péricles. De acordo com o Vita Sophoclis, serviu como um general na campanha ateniense contra Samos, que se havia se revoltado em 441 a.C. Supostamente foi eleito para o cargo como o resultado de sua produção de Antígona.
Em 420, acolheu e criou um altar para o ícone de Esculápio em sua casa, quando a divindade foi introduzida em Atenas. Por isso foi-lhe dado o epíteto póstumo Dexion (receptor) pelos atenienses. Ele também foi eleito, em 413 a.C., para ser um dos comissários com a função de elaborar uma reação à destruição catastrófica da força expedicionária de Atenas na Sicília durante o Guerra do Peloponeso.
Sófocles morreu na idade de noventa ou noventa e um anos, no inverno de 406 ou 405 a.C., tendo visto durante sua vida tanto o triunfo grego nas Guerras Persas como o terrível derramamento de sangue da Guerra do Peloponeso. Como aconteceu com muitos homens famosos na antiguidade clássica, a morte de Sófocles inspirou uma série de histórias apócrifas sobre sua causa. Talvez a mais famosa é a sugestão de que ele morreu devido ao esforço excessivo ao tentar recitar uma longa passagem de sua Antígona sem pausa para respirar. Outra versão sugere que ele se engasgou ao comer uvas no festival Antesteria em Atenas. Uma terceira história afirma que ele morreu de felicidade depois de obter a vitória final na Cidade Dionísia. Poucos meses depois, o poeta cômico escreveu este elogio em sua peça intitulada As Musas: "Bendito seja Sófocles, que teve uma vida longa, era um homem feliz e talentoso e o escritor de muitas boas tragédias, e terminou sua vida assim, sem sofrer qualquer desgraça." Isto é um tanto irônico, pois de acordo com alguns relatos seus próprios filhos tentaram declará-lo incapaz perto do fim da sua vida. Diz-se que teria refutado seu cargo na corte através da leitura de sua ainda não produzida Édipo em Colono. Tanto Iofon, um de seus filhos e um neto também chamado de Sófocles, seguiram seus passos e tornaram-se dramaturgos.

## Peças

### Peças completas
Suas peças "sobreviventes" são:
- Ájax
- Antígona
- As Traquínias
- Édipo Rei
- Electra
- Filoctetes
- Édipo em Colono

### Peças fragmentadas

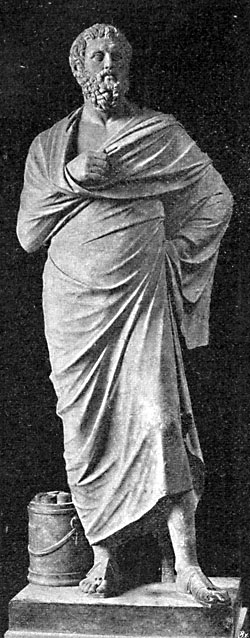
Estátua de Sófocles

Fragmentos de Perseguindo Sátiros (Ichneutae) foram descobertos no Egito em 1907 entre os Papiros de Oxirrinco. Juntos, eles equivalem à metade da peça, o que faz dela a peça de sátiro mais bem preservada depois de Ciclope  de Eurípides, que sobreviveu completa. Fragmentos de Progênie (Epigonoi) que foram descobertos em 2005 por classicistas da Universidade de Oxford com a ajuda de tecnologia infravermelha anteriormente utilizada em mapeamento por satélite. A tragédia conta a história do segundo cerco de Tebas.
Além destes, há uma grande quantidade de trabalhos de Sófocles que sobreviveram apenas em fragmentos, incluindo:
- Aias Lokros ("Ajax, o Locriano")
- Akhaiôn Syllogos ("A Reunião dos Aqueus")
- Aleadae ("Os filhos de Aleus")
- Creusa
- Eurypylus
- Hermione
- Inachos
- Lacaenae ("Mulheres Lacenas")
- Manteis or Polyidus ("Os Profetos" ou "Polyidus")
- Nauplios Katapleon ("A chegada de Nauplius")
- Nauplios Pyrkaeus ("Os incêndios de Nauplius")
- Niobe
- Oeneus
- Oenomaus
- Poimenes ("Os Pastores")
- Polyxene
- Syndeipnoi ("Os Comensais")
- Tereus
- Thyestes
- Troilus
- Phaedra
- Triptolemus
- Tyro Keiromene
- Tyro Anagnorizomene ("Tyro Redescoberta")

## A visão de Sófocles sobre sua obra
Há uma passagem do texto de Plutarco De Profectibus in Virtute 7 na qual Sófocles discute seu próprio crescimento como um escritor. É provável que a fonte de Plutarco para este material tenha sido Epidemiae de Íon de Quios, um livro que registrava muitas conversas de Sófocles. O livro é um provável candidato a ter contido o discurso de Sófocles sobre seu próprio desenvolvimento porque Íon era amigo de Sófocles, e é sabido que o livro foi usado por Plutarco.
Embora algumas interpretações das palavras de Plutarco sugiram que Sófocles dissera ter imitado Ésquilo, a tradução não se encaixa gramaticalmente, bem como a interpretação de que Sófocles teria afirmado que estava zombando das obras de Ésquilo. Maurice Bowra defende a seguinte tradução da linha:
"Depois de praticar plenamente a grandeza de Ésquilo, e em seguida, a dolorosa ingenuidade de minha própria invenção, agora na terceira fase estou mudando para um estilo que é mais expressivo do caráter e melhor."
Aqui, Sófocles diz que completou um estágio do trabalho de Ésquilo, o que significa que ele teria passado por uma fase de imitação do estilo de Ésquilo, mas que ela teria terminado. A opinião de Sófocles sobre Ésquilo foi mista. Ele certamente o respeitava o suficiente para imitar seu trabalho no início da carreira, mas tinha reservas sobre o estilo de Ésquilo. e por isso não continuou sua imitação. A primeira fase de Sófocles, na qual ele imitava Ésquilo, é marcada pela "pompa linguística de Ésquilo". Já a segunda fase de Sófocles era própria. Ele apresentou novas maneiras de evocar a sensação de estar fora de uma audiência, como em sua peça Ajax quando ele é ridicularizado por Atena, e então o palco é esvaziado para que ele possa se suicidar sozinho. Sófocles ainda menciona uma terceira fase (distinta das outras duas) em sua discussão sobre seu desenvolvimento. O terceiro estágio dá mais atenção à dicção. Seus personagens passavam a falar de uma forma mais natural para eles e mais expressiva de seus sentimentos de caráter individual.